# Новоключі
Новоключі (рос. Новоключи) — село у Купинському районі Новосибірської області Російської Федерації.
Входить до складу муніципального утворення Новоключевська сільрада. Населення становить 799 осіб (2010).

## Історія
Згідно із законом від 2 червня 2004 року органом місцевого самоврядування є Новоключевська сільрада.

## Населення
| 2002 | 2007 | 2010 |
| ---- | ---- | ---- |
| 901  | ↗928 | ↘799 |